# 北川ゴルゴロ
北川 ゴルゴロ（きたがわ ゴルゴロ、日本語名：北川五郎、ウィルタ語名；Daxinnieni Gorgolo（ダーヒンニェニ・ゴルグル）、1899年（明治32年）頃 - 1978年（昭和53年）6月26日）は、日本におけるウィルタ（オロッコ）民族最後のシャーマン、文化伝承者。

## 生涯
樺太のルクタマに生まれ、狩猟・遊牧を営んでいた。日露戦争後の南樺太の日本領化に伴い、ウィルタは保護区に定着させられる。1920年代後半以降は、少数民族の居留地であった敷香町の「オタスの杜」でウィルタ族の総代をつとめた。
第二次世界大戦後、1958年（昭和33年）に北海道網走市へと移住。移住後は、ウィルタ語や民族文化の紹介や保存・継承に尽力した。
ウィルタ文化継承の功績が認められ、1975年（昭和50年）、北海道文化財保護功労者として表彰された。
網走市の観光イベント「オロチョンの火祭り」に1959年から1974年までシャーマンとして出演したが、ウィルタのシャーマンの儀式は本来、火祭りとは無関係であるとしていた。

## 受賞歴
- 1975年（昭和50年） - 北海道文化財保護功労賞（北海道文化財保護協会）
- 1976年（昭和51年） - 叙勲 木杯[7]